# Salome Korkotasjvili
Salome Korkotasjvili (georgiska: სალომე კორკოტაშვილი) är en georgisk sångerska. Korkotasjvili är, utöver solokarriären, sångerska i den georgiska musikgruppen Paparazzi.

## Eurovision Song Contest
Salome Korkotasjvili har deltagit i den georgiska nationella uttagningen till Eurovision Song Contest två gånger. Första gången, år 2008, deltog hon med låten "Captain". I finalen slutade hon på en sjätte plats, av tolv deltagare, slagen av Diana Ghurtskaia som fick representera Georgien i Belgrad. År 2011 deltog Korkotasjvili återigen i Georgiens uttagning, denna gång med låten "Love". Hon deltog i finalen, den 19 februari 2011 i Tbilisi, vilken vanns av Eldrine.

### Fotnoter
1. ↑  http://esctoday.com/news/read/10746
2. ↑  ”Arkiverade kopian”. Arkiverad från originalet den 12 februari 2011. https://web.archive.org/web/20110212143044/http://www.esctoday.com/news/read/16715. Läst 12 februari 2011.